# Streuselkuchen

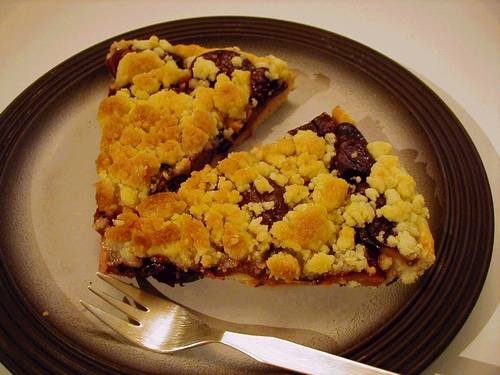
Streuselkuchen de ciruelas.

Streuselkuchen (pronunciado /ˈʃtʀɔɪ̯zəlˌkuːꭓn̩/) es una tarta dulce muy típica de la cocina alemana. Se prepara con una masa de levadura. Sobre ella se esparce una especie de granulado característico, el Streusel, compuesto básicamente de harina, manteca y azúcar. Debajo del Streusel puede decorarse con compota de manzana, mermelada de cereza, otros dulces, crema o simplemente sin nada. 

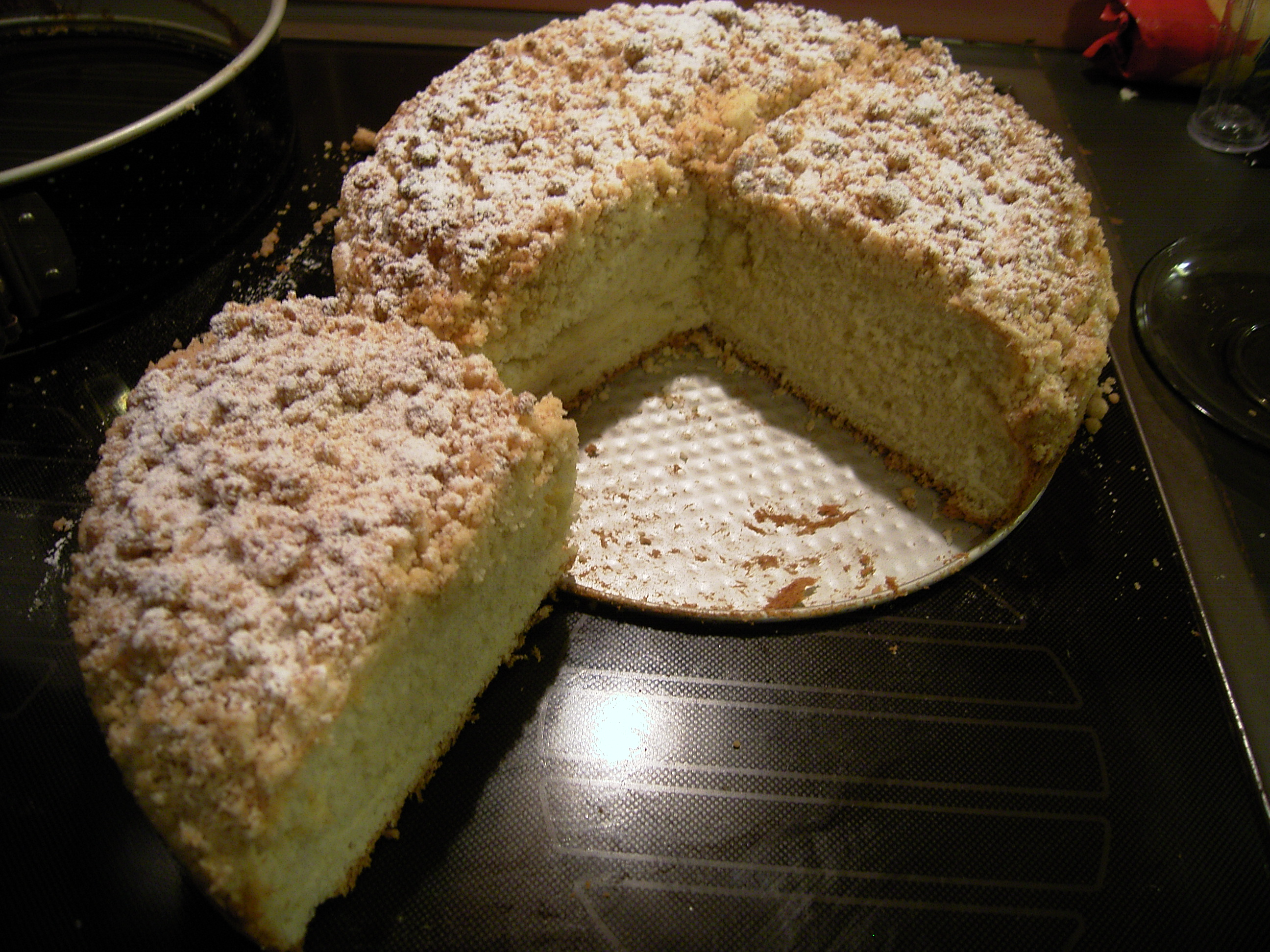
Foto de un Streuselkuchen recién cortado, esta variante no lleva acompañamiento.

Kuchen es un sustantivo masculino, de plural no declinable, y significa tarta. Se suele decir "el Streuselkuchen" y "los Streuselkuchen". Como todo sustantivo en alemán comienza con mayúsculas.

## Usos
Suele ser servida en la mayoría de las cafeterías y pastelerías como un pastel típico para acompañar el café. 

## Denominación
El Streuselkuchen puede ser referido de diferentes maneras de acuerdo a la región de Alemania y sus diversos dialectos. 
En los estados alemanes de Sarre, Renania-Palatinado y Hesse, al igual que entre los Alemanes del Volga, por ejemplo, es conocido como Ribbelkuchen o Riwwelkuchen (la w se pronuncia como v en alemán). Su etimología está relacionada con el antiguo verbo dialectal ribbeln o riebeln, que significa frotar especialmente con los dedos haciendo migajas, lo cual hace referencia a la cobertura característica de la tarta. 
También es conocido como Dünnekuchen (Dünne significa delgado) y Krümelkuchen (Krümel significa miga o migaja, también en referencia a su cobertura), entre otras.